# Mesothen bisexualis
Mesothen bisexualis là một loài bướm đêm thuộc phân họ Arctiinae, họ Erebidae.